# Pendanthura tanaiformis
Pendanthura tanaiformis is een pissebed uit de familie Anthuridae. De wetenschappelijke naam van de soort is voor het eerst geldig gepubliceerd in 1968 door Robert J. Menzies & Peter W. Glynn.